# Slaget ved Hormizdegan
Slaget ved Hormizdgan var kulminationen på rivalisering mellem Ardashir I, parthiske vasalkonge af Persis og hans overherre, Shahanshah Artabanus IV af Parthia. Ardashir besteg tronen af Persis i 208 e.Kr. efter fjernelsen af hans ældre bror, Shapur. Han begyndte straks at udvide sine domæner og erobrede hurtigt de tilstødende provinser Kerman, Isfahan, Susiana (det nuværende Khuzestan) og Mesene (det nuværende Kuwait). Denne ekspansion bragte påkaldte sig kong Artabanus IV af Arscacids opmærksomhed.
Efter en periode med forhandlinger og manøvrering, blev krigen uundgåelig. Ardashir flyttede sin hær ind i Khuzestan i foråret 224 e.Kr. og indtog en gunstig position ved Hormizdgan, nær den nuværende iranske by Shushtar. Hans stilling tillod ham at kontrollere vandforsyningen på slagmarken. Artabanus flyttede med sin hær fra Arsacids hovedstad Ktesifon i Mesopotamien, og måtte indtage en mindre gunstig position med begrænset adgang til vand. Hvad vi ved om kampen er baseret på farvede sassandiske kilder. De to hære stødte sammen den 24. april 224 e.Kr. Sassanidiske optegnelser beretter at kampen var forbi samme dag.
De to hære slagstyrke og antallet af ofre er ukendt. Man kan forestille sig at begge rådede over et stort kavaleri. Man kan også forestille sig at at begge hære inkluderede et stort antal bueskytter til hest. Samtidigt er det rimeligt at forvente, at i det mindste Ardashir havde en del infanterister på slagmarken. Det er også meget sandsynligt, at begge ledere anvendte deres svært pansrede kavalerienheder for at bryde fjendens linjer. Hvad vi ved er, at nogle parthiske styrker deserterede til den persiske side, og at Artabanus blev dræbt i slaget. Sassanid kilder fremstiller Ardashir som sejrherre i en direkte udfordring af Artabanus. Når man tager iransk krigsførelse i betragtning, med dens vægt på at beskytte de lederen for enhver pris, må disse påstande betvivles.
Det er kendt at Ardashir søn, prins Shapur (senere Shapur 1. af Persien) var til stede ved slaget og ud fra indskrift på stentavler, førte den persiske tunge kavaleri.